# Mariano Artigas
Mariano Artigas (Saragozza, 15 dicembre 1938 – Pamplona, 23 dicembre 2006) è stato un filosofo e presbitero spagnolo.
Dottore in filosofia, fisica e teologia, ha prestato particolare attenzione al rapporto tra ragione e fede, argomento al quale ha dedicato libri, articoli e conferenze. È stato un importante studioso del lavoro di Karl Popper.

## Biografia
Mariano Artigas è nato a Saragozza il 15 dicembre 1938. Ha conseguito il dottorato in filosofia e teologia presso la Pontificia Università Lateranense a Roma nel 1963 e presso l'Università di Barcellona nel 1978. Ha ottenuto un dottorato di ricerca in Fisica presso l'Università di Barcellona nel 1969. Membro dell'Opus Dei, è stato ordinato sacerdote nel 1964. È stato professore presso l'Università di Navarra, dove ha insegnato filosofia della natura e filosofia della scienza, e ha promosso, insieme ad alcuni colleghi, il gruppo di ricerca su scienza, ragione e fede.

## Pensiero
In molti dei suoi scritti Artigas ha tentato di dimostrare che la conoscenza scientifica e la fede cattolica non sono in contraddizione e che esiste tra loro una profonda armonia. Secondo Artigas il dialogo tra scienza e fede avviene sul terreno della filosofia, che ha lo scopo di cercare le risposte alle "domande ultime". Artigas sostiene che la scienza sperimentale non può provare o confutare l'esistenza di Dio, ma fornisce alla riflessione filosofica dati che possono portare a conclusioni razionali coerenti con quelle che la fede propone.
I suoi studi lo portarono a sostenere che la moderna visione scientifica del mondo fornisce una solida base per il teismo, tesi difesa nei suoi libri, tra cui La mente del universo, Filosofía de la ciencia experimental, El desafío de la racionalidad, La inteligibilidad de la naturaleza, Galileo en Roma (con William R. Shea), e Negotiating Darwin. The Vatican confronts evolution. Artigas è stato membro dell'Associazione Europea per lo Studio della Scienza e della Teologia, della Pontificia Accademia di San Tommaso e della Società Internazionale per la Scienza e la Religione (con sede presso l'Università di Cambridge). È stato membro dell'Accademia Internazionale di Filosofia della Scienza (Bruxelles) e consultore del Pontificio Consiglio per il Dialogo con i non credenti.